# Acusación popular
La acción o acusación popular es una figura procesal penal que concede legitimación activa, esto es, la facultad de ser parte demandante o acusadora en un juicio, a cualquier persona que invoque el quebrantamiento de la ley por parte del acusado, sin que necesite justificar su interés procesal en haber sufrido un daño particular causado por el agente de la conducta denunciada. 
Como señala Enrique Arnaldo Alcubilla, letrado de las Cortes Generales,, la acción o acusación popular es «la atribución de legitimación activa para que un ciudadano pueda personarse en un proceso sin necesidad de invocar la lesión de un interés propio, sino en defensa de la legalidad. Se trata, por tanto, de una manifestación del derecho público subjetivo al libre acceso a los tribunales en que las pretensiones que se mantengan sean de interés público. Por tanto, la acción popular se enmarca dentro del más amplio espacio del derecho a la tutela judicial efectiva del artículo 24 de la Constitución».
La Constitución Española vigente reconoce en su artículo 125 la acción o acusación popular:

Título VI. Del poder Judicial. Artículo 125.- Los ciudadanos podrán ejercer la acción popular y participar en la Administración de Justicia mediante la institución del Jurado, en la forma y con respecto a aquellos procesos penales que la ley determine, así como en los Tribunales consuetudinarios y tradicionales.

Pocos son los países de ámbito occidental que reconocen la acción popular. Entre ellos se encuentra España, que ya reconocía la figura en la primera constitución democrática, la gaditana de 1812, para los delitos de «soborno y prevaricación de jueces y magistrados». La figura se mantuvo en la Constitución de 1869 y en la Constitución de la Segunda República.
El Tribunal Constitucional de España ha manifestado en reiteradas ocasiones que, a pesar de que el reconocimiento de la figura jurídica y del derecho se encuentra en el artículo 125 de la Constitución, ha de considerarse un derecho fundamental de los que gozan de especial protección (entre otras, el recurso de amparo), dado que está encardinado indisolublemente al artículo 24 que fija el derecho a la tutela judicial efectiva. Así se expresan, entre otras, las sentencias del Tribunal Constitucional: 62/1983, sobre recurso de amparo ante sentencia de la Audiencia Nacional, 147/1985 y 241/1992.

## Quiénes pueden usarla
Para personarse como acusación popular hay que cumplir unas condiciones —no ser juez o magistrado, no tener una condena en firme por injurias o calumnias,...— y además, se deben superar unos requisitos formales, como identificar al acusado y los hechos de los que se tiene que defender de manera clara. Están legitimados para concurrir como acción popular todos los ciudadanos españoles (no extranjeros), el Ministerio Fiscal (artículos 101 y 270 de la Ley de Enjuiciamiento Criminal) y también las personas jurídicas.

## Críticas
Aunque cuenta con detractores, la acusación popular ha dado buenos resultados en España en casos de corrupción y otras actuaciones en las que los poderosos son más reacios a actuar, pero ha demostrado que se puede instrumentalizar por distintas organizaciones. Ya en el caso Egunkaria, el Lehendakari Patxi López pidió a los jueces que frenaran su «uso perverso».
Es fácil que algunos grupos utilicen la acusación popular, por sus requerimientos, con otros fines menos claros que la búsqueda de justicia. Litigar penalmente en España es poco costoso económicamente —y menos, siendo acusación popular: se imponen costas bajas para facilitar este derecho— y, además, solo se podrá pedir reparaciones al acusador, en el caso de que el acusado sea declarado inocente, si aquel imputó algún delito falsamente a sabiendas o por no haberlo comprobado.

## Excepciones a la acción popular
La acción popular en España está básicamente circunscrita al proceso penal, salvo en el caso de los delitos privados, y excluida del proceso penal militar. Fuera del ámbito penal, se admite la acción popular de forma restringida. Por ejemplo, se admite la defensa de los intereses colectivos y difusos en el proceso, en general (art. 7.3 LOPJ) y de modo más intenso, en el ámbito del proceso administrativo (art. 31 de la Ley 30/92 de Régimen Jurídico de las Administraciones Públicas y Procedimiento Administrativo común), y en el contencioso administrativo (art. 19 LJCA). También cabe en distintos ámbitos sectoriales, como consumo o medio ambiente.
En los últimos años, la jurisprudencia española, en concreto el Tribunal Supremo, ha establecido dos excepciones o matizaciones en el procedimiento abreviado (el más habitual y el que conlleva penas menores de nueve años), bastante cuestionadas: la doctrina Botín y la doctrina Atutxa.

### Doctrina Botín
La doctrina Botín la estableció el Supremo el 17 de diciembre de 2007 cuando exoneró al banquero Emilio Botín de ser juzgado en un caso de cesiones de créditos. El Tribunal establecía que si el Fiscal y la acusación particular (la víctima) no acusan, no puede prosperar el proceso y no cabe abrir juicio oral, aunque la acusación popular así lo pretenda.

### Doctrina Atutxa
Poco después, en su sentencia de 8 de abril de 2008, el Supremo volvió a hacer una excepción que matizaba la anterior doctrina. El expresidente del Parlamento Vasco, Juan María Atutxa, fue condenado por el Supremo por un delito de desobediencia a la autoridad judicial por no disolver el grupo parlamentario Sozialista Abertzaleak. La defensa confiaba en la doctrina Botín, pero el Supremo estableció que ésta solo era aplicable con delitos que dañaran a alguien concreto. Como era un caso de desobediencia y este es contra los intereses colectivos, podía prosperar aunque solo fuera con la acusación popular: es la conocida desde entonces como «doctrina Atutxa».

## Persecución de crímenes internacionales mediante acusación popular
La acusación popular junto con el principio de justicia universal ha provocado que España fuera una excepción a nivel internacional y se pudieran ejercitar acciones a través de esta vía por ciertos delitos de especial gravedad (crímenes de lesa humanidad, etc.) lo que ha provocado en ocasiones que España centralice las causas contra los crímenes contra la humanidad por todo el mundo. Sin embargo, estas actuaciones, por las tensiones internacionales que suelen conllevar, no son demasiado del agrado de los gobiernos y las intentan limitar y eliminar dicho principio, que era una seña de identidad del Derecho desde siempre y, por ende, de la cultura española: el propio Gobierno de José Luis Rodríguez Zapatero, con el apoyo del Partido Popular y otros grupos, votó una enmienda que hace que los jueces españoles solo puedan abrir causas referidas a otros países cuando sus presuntos responsables se encuentran en España o se aseguren que existen víctimas de nacionalidad española, y solo si otro tribunal internacional o el país afectado no ha iniciado actuaciones.